# Ribeira dos Gatos
A Ribeira dos Gatos é um curso de água português, localizado na freguesia açoriana da Altares, concelho de Angra do Heroísmo, ilha Terceira, arquipélago dos Açores.
Este curso de água encontra-se geograficamente localizado na parte Oeste da ilha Terceira e tem a sua origem a cerca de 900 metros de altitude, nas imediações da Serra Alta das Doze e do Pico Rachado, elevações que fazem parte dos contrafortes do vulcão da Serra de Santa Bárbara, a maior formação geológica da ilha Terceira que se eleva a 1021 metros acima do nível do mar e faz parte de bacia hidrográfica gerada pela própria montanha.
Esta ribeira que tem grande parte do seu percurso povoado por vegetação endémica da Laurissilva, típica da Macaronésia depois de atravessar entre a freguesia do Raminho e a freguesia dos Altares vai desaguar no Oceano Atlântico, na costa norte da ilha.